# Shō Kei
Shō Kei (尚 敬, 3 août 1700 – 14 mars 1752) est un souverain du royaume de Ryūkyū (à présent préfecture d'Okinawa) au Japon, de 1713 à 1752. Son règne, fortement guidé par le conseiller royal Sai On, est considéré comme un âge d'or économique et politique et une période de floraison de la culture d'Okinawa.

## Biographie
Après avoir succédé à son père Shō Eki en 1713, Shō Kei nomme, en 1728, son régent et conseiller Sai On au sanshikan, le conseil des trois principaux conseillers royaux.
Son règne est connu pour un grand nombre de développements, dont des réformes économiques et des efforts de conservation mis en œuvre sous la direction de Sai On, des changements politiques et des progrès scientifiques.

## Source de la traduction
- (en) Cet article est partiellement ou en totalité issu de l’article de Wikipédia en anglais intitulé « Shō Kei » (voir la liste des auteurs).